# Get Me Home
"Get Me Home" é uma canção da rapper Foxy Brown com participação do grupo Blackstreet, lançado como o primeiro single do álbum Ill Na Na (1996) em 15 de setembro de 1996 pela Def Jam. Foi escrita por Shawn Carter, Ronald Broomfield, Horton com produção de Trackmasters.
Um vídeo musical para a canção foi dirigido por Hype Williams e foi transmitido em vários canais de videoclipes nos Estados Unidos. Ficou no topo de vídeo mais executado no canal afro-americano BET e em 19 na MTV em janeiro de 1997.

## Desempenho nas paradas musicais
| Paradas (2012)                               | Melhor posição |
| -------------------------------------------- | -------------- |
| Estados Unidos - Billboard Hot 100           | 42             |
| Estados Unidos - Billboard R&B/Hip-Hop Songs | 10             |